# Simon Leviev
Simon Leviev (hebr: סיימון לבייב; ur. 27 września 1990 w Bene Berak) – izraelski oszust internetowy i matrymonialny skazany za kradzież, fałszerstwo i oszustwo. Według The Times of Israel rzekomo wyłudził około 10 milionów dolarów od ofiar na całym kontynencie europejskim w latach 2017-2019 za pomocą schematu Ponziego. Historia jego przestępczej działalności zyskała na popularności w 2019 roku po opublikowaniu przez dziennikarzy pracujących dla norweskiego tabloidu Verdens Gang, artykułu „The Tinder Swindler” (Oszust z Tindera) przy pomocy izraelskiego dziennikarza Uri Blau, później w 2022 roku po ukazaniu się dokumentu na platformie Netflix pod tym samym tytułem. W 2015 roku został skazany na dwa lata więzienia w Finlandii, a w 2019 na 15 miesięcy więzienia w Izraelu.  Od 2019 roku nadal jest poszukiwany w kilku krajach za oszustwa.

## Życiorys

### Wczesne życie
Urodził się jako Szimon Jehuda Hajut w 1990 roku w Bene Berak w Izraelu. W wieku 15 lat przeniósł się do Brooklynu w stanie Nowy Jork w Stanach Zjednoczonych wraz z przyjaciółmi rodziny, którzy później oskarżyli go o nadużywanie ich karty kredytowej. W 2010 roku uczęszczał do szkoły lotniczej. Według wywiadów przeprowadzonych przez Felicity Morris, Leviev popełnia drobne wykroczenia, takie jak oszustwo czekowe, odkąd był nastolatkiem. Później zmienił swoje imię i nazwisko na Simon Leviev, używając nazwiska Leviev, aby udawać, że jest spokrewniony z Levem Levievem, izraelskim biznesmenem znanym jako „Król Diamentów”.

### Działalność przestępcza
W 2011 roku został oskarżony o kradzież, fałszerstwo i oszustwo za spieniężenie skradzionych czeków. Nigdy nie pojawił się w sądzie, uciekł z kraju przez granicę do Jordanii z fałszywym paszportem na nazwisko Mordechai Nisim Tapiro. W 2012 roku został oskarżony przez izraelski sąd o kradzież i fałszowanie czeków, a także o pozostawienie bez opieki pięciolatka, którym się opiekował. W 2015 roku został aresztowany w Finlandii i skazany na trzy lata więzienia za oszukanie kilku kobiet.
Po wcześniejszym odbyciu kary wrócił do Izraela, gdzie w 2017 r. został ponownie skazany. Jednak według The Times of Israel przyjął inną tożsamość, zmieniając swoje nazwisko na Simon Leviev i ponownie uciekł z kraju. Podróżował po Europie, podając się za różne osoby. Oszukał kilka kobiet w Niemczech, używając nazwiska Michael Bilton. Przedstawił się również jako syn rosyjsko-izraelskiego potentata diamentów Leva Levieva, używając aplikacji randkowej Tinder i nakłonił je do pożyczenia mu pieniędzy, których nigdy nie oddał. Oczarowywał kobiety hojnymi prezentami i zabierał je na obiady prywatnymi odrzutowcami za pieniądze, które pożyczył od innych kobiet, które wcześniej oszukał. Później udawał, że był celem swoich „wrogów”, często wysyłając te same wiadomości i obrazy, udając, że jego ochroniarz został zaatakowany, prosząc swoje ofiary o pomoc finansową. Ofiary często zaciągały pożyczki bankowe i zakładały nowe karty kredytowe, aby pomóc. Później udawał, że spłaca swoje ofiary, wysyłając sfałszowane dokumenty przedstawiające fałszywe przelewy bankowe.
W 2019 roku został aresztowany przez Interpol w Grecji po użyciu sfałszowanego paszportu. Później w tym samym roku został skazany na 15 miesięcy więzienia w Izraelu, ale został zwolniony pięć miesięcy później w wyniku pandemii koronawirusa. Według The Times of Israel, w 2020 roku podszywał się pod pracownika służby zdrowia, aby wcześniej otrzymać szczepionkę COVID-19.
Był również poszukiwany przez policję w Norwegii, Szwecji i Wielkiej Brytanii za różne oszustwa i fałszerstwa.
W 2022 r. Netflix wydał film dokumentalny pt. Oszust z Tindera (ang. The Tinder Swindler), który opisuje jego historię opowiedzianą przez niektóre z jego ofiar. Według The Washington Post po wydaniu filmu dokumentalnego Tinder zablokował Simonowi dostęp do aplikacji.